# Брадфорд (Пенсилванија)
Брадфорд (енгл. Bradford) град је у америчкој савезној држави Пенсилванија. По попису становништва из 2010. у њему је живело 8.770 становника.

## Демографија
Према попису становништва из 2010. у граду је живело 8.770 становника, што је 405 (4,4%) становника мање него 2000. године.
| Група             | 2000.         | 2010.         |
| Белци             | 8.908 (97,1%) | 8.360 (95,3%) |
| Афроамериканци    | 45 (0,5%)     | 86 (1,0%)     |
| Азијати           | 48 (0,5%)     | 64 (0,7%)     |
| Хиспаноамериканци | 87 (0,9%)     | 119 (1,4%)    |
| Укупно            | 9.175         | 8.770         |